# Libellula luctuosa
La fregadora de vídues (Libellula luctuosa) és una espècie d'odonat anisòpter trobada extensament als Estats Units (excepte a la zona de les muntanyes Rocoses), al sud d'Ontario i al Quebec. Forma part d'un grup de libèl·lules conegudes com a "fregadores reines".
La libèl·lula luctuosa és típicament trobada a prop d'aigües càlides, que poden ser rieres, basses o llacs, ja que utilitza les masses d'aigua per a la seva reproducció. Tot i que no és comuna en llocs muntanyosos, s'han observat exemplars de la Libellula luctuosa a elevacions de fins a 1700 metres.

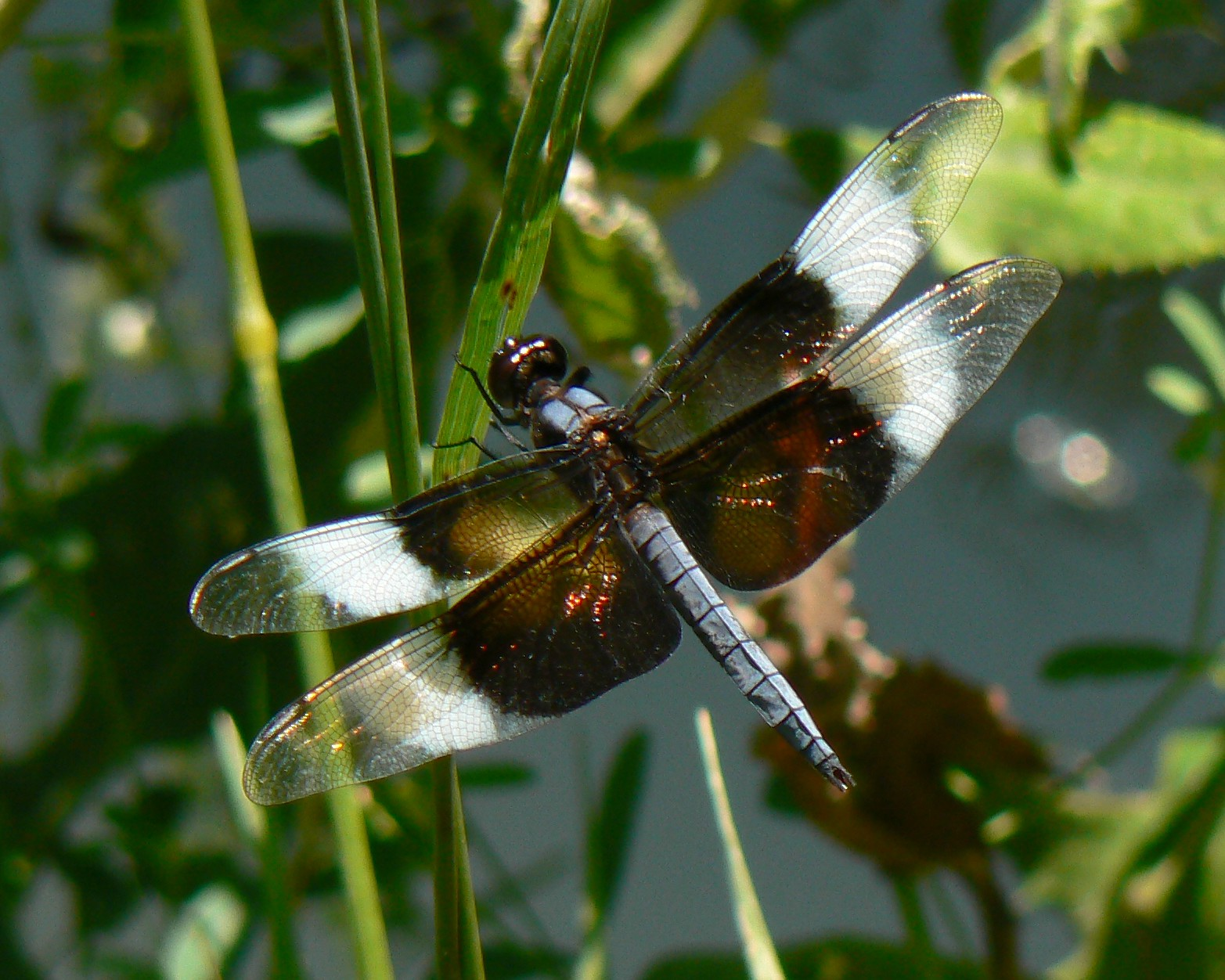
Libellula luctuosa a Nebraska, EUA

La fregadora de vídues es pot reconèixer per les característiques de les ales, que adopten un color marró a la base, un color blanc al centre i una transparència als extrems. A mesura que avança el seu procés vital, l'abdomen del mascle obté un color blavós, i el de la femella adopta un to marró. L'abdomen de la femella té una línia groga que es divideix en dos. Els caps d'ambdós sexes tenen un color marró fosc.